# Staalbedrijf

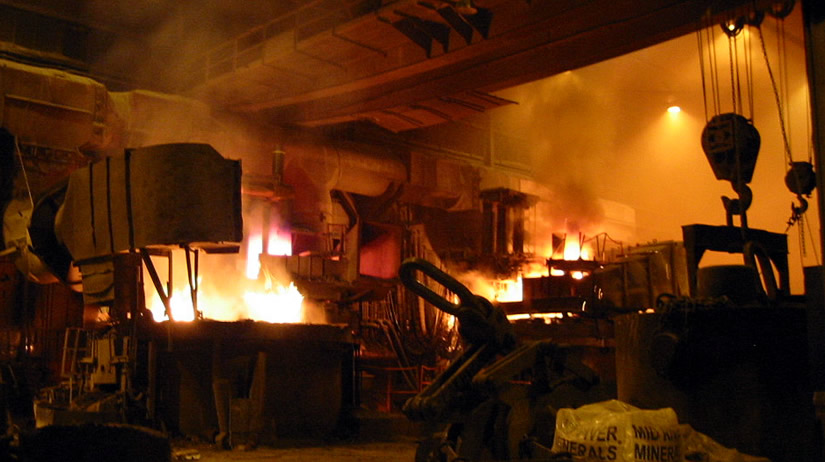
Staalfabriek met twee vlamboogovens.

Een staalbedrijf, staalproducent of staalfabriek, is een fabriek voor de productie van staal. De staalbedrijven vormen tezamen de staalindustrie.

## Algemeen
Staal is een legering van ijzer en koolstof. Het wordt geproduceerd in een proces in twee fasen.
- In de eerste fase wordt ijzererts gesmolten met cokes en kalksteen in een hoogoven wat resulteert in de productie van gesmolten ijzer, dat ofwel wordt gegoten tot ruwijzer of in gesmolten vorm in een volgende fase wordt verder bewerkt.
- In de tweede fase, die bekendstaat als de eigenlijke staalproductie, worden onzuiverheden zoals zwavel, fosfor, en overtollige koolstof verwijderd en worden legeringselementen zoals mangaan, nikkel, chroom en vanadium toegevoegd om de gewenste soort staal te produceren.

In het eind van de 19e eeuw en begin 20e eeuw waren 's werelds grootste staalfabrieken gevestigd in Barrow-in-Furness in Engeland. Tegenwoordig bevindt 's werelds grootste staalfabriek zich in Gwangyang, Zuid-Korea. Staalfabrieken zetten ruw of gesmolten ijzer om door middel van gieten, warmwalsen en koudwalsen.

## Geïntegreerd staalbedrijf
Een geïntegreerd staalbedrijf transformeert ruwe grondstoffen in een keten van processtappen op één productielocatie tot staalproducten, die door de staalverwerkende industrie kunnen worden gebruikt.
Een voorbeeld van een geïntegreerd staalbedrijf in Nederland is Tata Steel IJmuiden, en in België de vestiging van ArcelorMittal in Gent. Een geïntegreerd staalbedrijf is een voorbeeld van verticale integratie.

### Processtappen

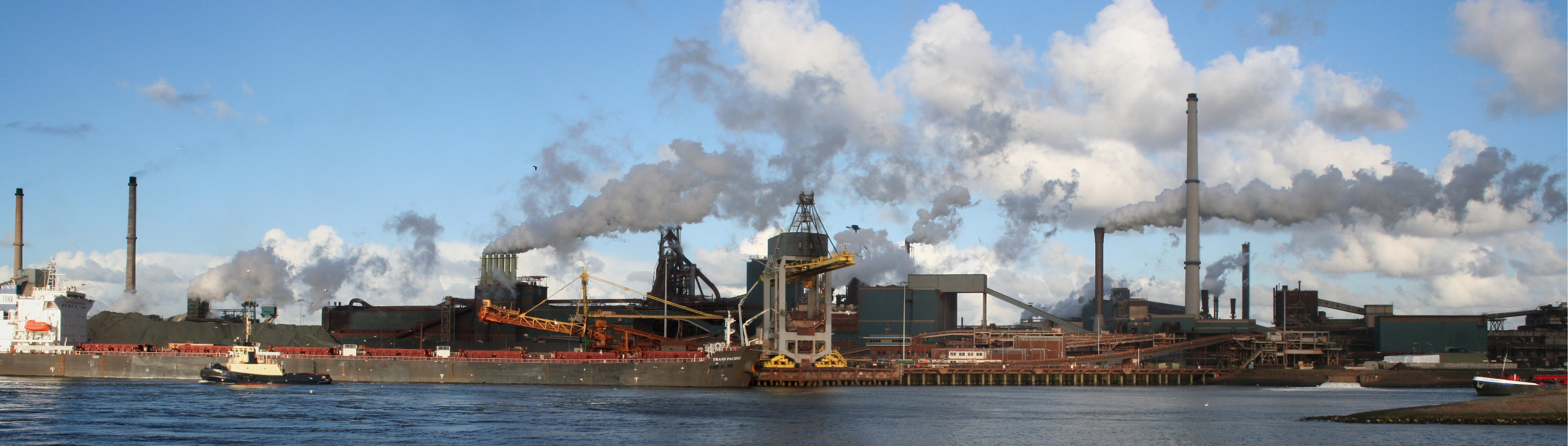
Tata Steel in IJmuiden.

De productieketen van het staalbedrijf in IJmuiden:
- Havens : lossen van de grondstoffen ijzererts en steenkool, uit bulkcarriers.
- Mengvelden : mengen van verschillende partijen erts en steenkool tot homogene samenstelling.
- Ertsvoorbereiding : ruwe ijzerertsbrokken worden bewerkt hapklare brokjes, die de hoogoven in kunnen.
- Cokesbereiding : omzetten van ruwe steenkool tot cokes, die als reductiemiddel in de hoogoven kan worden ingezet
- Ruwijzerbereiding in hoogovens.
- Mengertransport : vervoer van vloeibare ruwijzer van hoogovens naar staalfabriek, in mengers (torpedovormige vaten op treinstellen).
- Ontzwaveling
- Staalbereiding : meestal volgens het oxystaalproces, waarbij zuivere zuurstof onder hoge druk in een bad met vloeibaar ruwijzer wordt geblazen. De aanwezige koolstof wordt daarbij gebonden tot CO-gas, dat na reiniging en ontstoffing als brandstof voor elektriciteitscentrales kan dienen. Tijdens het oxystaalproces wordt schroot toegevoegd om de temperatuur van het vloeibare ijzer te reguleren. Om 1 ton staal te maken is ongeveer 0,9 ton ruwijzer en 0,2 ton schroot nodig.
- Panbehandeling : een pan met circa 350 ton vloeibaar staal wordt verder veredeld en gelegeerd, eventueel onder vacuüm. Er kunnen tientallen verschillende staalrecepturen worden bereid.
- Continugieten : de pannen vloeibaar staal worden in serie uitgegoten tot eindloze strengen staal, van 20-25 cm dik en ca. 1-2 meter breed. De streng wordt na stolling in stukken van ca. 12 meter lengte verdeeld, plakken genaamd.
- Warmwalsen : de plakken worden opnieuw verhit tot roodgloeiend en daarna uitgewalst tot bandstaal van 0,5 tot 40 mm dik en 1-2 meter breed. Dit wordt afgekoeld en op een haspelinstallatie tot rollen gewikkeld. Dit warmwalsproces gebeurt in een walsstraat van ca. 800 meter lengte, met daarin achtereenvolgens plakovens, voorwalsen, eindwalsen, een koelbaan en haspels.
- Gietwalsen : naast het warmwalsen beschikt Tata steel in IJmuiden over een van de modernste technologieën: het gietwalsen. Gieten en walsen worden in één procesgang gecombineerd. Dat scheelt niet alleen tijd maar vooral ook energie.
- Beitsen : het warmgewalst staal heeft een oxidehuid, die verwijderd moet worden. Dit gebeurt in een beitserij, waarbij de banden warmgewalst staal worden afgewikkeld, aan elkaar gelast, door zoutzuurbaden geleid, gespoeld en gedroogd en weer opgewikkeld tot gebeitste rollen.
- Koudwalsen : het gebeitste bandstaal wordt koud uitgewalst tot dunnere afmetingen.
- Gloeien : het koudgewalste staal ondergaat een hittebehandeling, waardoor de kristalstructuur wordt herschikt. Hierdoor verbeteren de eigenschappen.
- Bekleden : het staal wordt bekleed met een dunne laag tin, zink, chroom of een coating.

### Technologische ontwikkelingen
Technologische ontwikkelingen in geïntegreerd staalbedrijf zijn onder andere:
- Schaalvergroting
- Terugdringen van energieverbruik en milieubelasting van deze processtappen
- Batchgewijze processen omvormen tot continu-processen: het gieten van blokken in afzonderlijke blokvormen is in de jaren 70 verdrongen door het continugieten, waarbij een eindloze streng staal wordt gegoten, die na stolling in stukken van ca. 12 meter lengte wordt verdeeld.
- Integratie van processtappen: in de recente Gietwals-plant in IJmuiden is het gieten en warmwalsen geïntegreerd tot één continue procesgang. Ook zijn er vergevorderde proeven, waarbij in één procesgang vloeibaar staal uit erts wordt bereid.